# Luzula masafuerana
Luzula masafuerana là một loài thực vật có hoa trong họ Juncaceae. Loài này được Skottsb. mô tả khoa học đầu tiên năm 1953.